# 버디 홀리 스토리
버디 홀리 스토리(The Buddy Holly Story)는 미국에서 제작된 스티븐 래쉬 감독의 1978년 드라마 영화이다. 게리 부시 등이 주연으로 출연하였다.

## 출연

### 주연
- 게리 부시
- 돈 스트로우드

### 조연
- 찰스 마틴 스미스
- 콘래드 제니스
- 윌리엄 조던

## 제작진
- 미술: 조엘 쉴러
- 배역: 조이스 셀즈닉